# سوئتز
سوئتز (به انگلیسی: Swetes) شهری در کشور آنتیگوا و باربودا است که جمعیت آن در سرشماری سال ۲۰۱۲ میلادی، ۱٬۸۴۹ نفر بوده‌است.